# Gerard de Daumar
Gerard de Daumar, francoski dominikanec, * ?, † 28. september 1343, Avignon.
Leta 1342 je bil mojster reda bratov pridigarjev (dominikancev).